# Kanton Saint-Etienne-6
 Saint-Étienne-6 is een kanton van het Franse departement Loire. Het kanton maakt deel uit van het arrondissement Saint-Étienne.
Het kanton Saint-Étienne-6 werd  gevormd ingevolge het decreet van 26 februari 2014 met uitwerking in maart 2015 met Saint-Étienne als hoofdplaats. 

## Gemeenten
Het kanton omvat enkel een zuidelijk deel van de gemeente Saint-Étienne